# Kanton Mamers
Kanton Mamers (fr. Canton de Mamers) je francouzský kanton v departementu Sarthe v regionu Pays de la Loire. Tvoří ho 18 obcí.

## Obce kantonu
- Commerveil
- Contilly
- Les Mées
- Louvigny
- Mamers
- Marollette
- Panon
- Pizieux
- Saint-Calez-en-Saosnois
- Saint-Cosme-en-Vairais
- Saint-Longis
- Saint-Pierre-des-Ormes
- Saint-Rémy-des-Monts
- Saint-Rémy-du-Val
- Saint-Vincent-des-Prés
- Saosnes
- Vezot
- Villaines-la-Carelle